# Nybyggegöl
Nybyggegöl är en sjö i Vetlanda kommun i Småland och ingår i Emåns huvudavrinningsområde. Sjön är 5,4 meter djup, har en yta på 0,026 kvadratkilometer och befinner sig 146 meter över havet.